# 앤더슨 피터스
앤더슨 피터스 MBE(영어: Anderson Peters MBE, 1997년 10월 21일~)는 그레나다의 육상 선수로 주종목은 창던지기이다. 2020년 하계 올림픽과 2024년 하계 올림픽 남자 창던지기 경기에 출전했으며 2024년 올림픽에서 동메달을 획득했다. 또한 2019년과 2022년 세계 육상 선수권 대회에서 금메달을 획득했다.